# عبدالله ویسی
عبدالله ویسی (زادهٔ ۲ فروردین ۱۳۵۰) بازیکن سابق و مربی فوتبال اهل ایران است.
ویسی در دوران بازیکنی در تیم‌های بدر رودزرد، مقاومت هفتکل، شاهین اهواز، جنوب اهواز، استقلال اهواز، سپاهان اصفهان و فولاد خوزستان بازی کرده است.
ویسی در سال ۹۰–۱۳۸۹ توانست سهمیه آسیایی را به همراه تیم صبای قم کسب کند
تیم استقلال خوزستان را در فصل ۹۵–۱۳۹۴ به مقام قهرمانی در لیگ برتر رساند.
صعود به همراه شاهین بوشهر به لیگ برتر در سال ۱۳۹۸ از دیگر افتخارات این مربی می‌باشد؛ هرچند باشگاه فوتبال شاهین بوشهر در سال ۱۳۹۹ به لیگ دسته اول ایران سقوط کرد.
در شهریور ماه ۱۴۰۰ ویسی با رای هیئت مدیره باشگاه فولاد سرمربی فولاد خوزستان شد. بعد از گذشت چهار هفته از شروع لیگ برتر سرانجام در آبان ماه ۱۴۰۰ ویسی به دلیل کسب نتایج ضعیف از فولاد خوزستان اخراج شد.
بعد از آن به‌طور موقت باز هم سرمربیگری خیبر خرم‌آباد را بر عهده گرفت. یک سال بعد به مدت یک سال سرمربیگری صنعت نفت آبادان را عهده‌دار بود و از سال ۱۴۰۲ مجدداً سرمربیگری فولاد خوزستان را بر عهده گرفت و در پایان فصل از این تیم جدا شد.

## افتخارات
بازیکنی
شاهین اهواز
- قهرمان جام حذفی ایران (۱): ۶۸–۱۳۶۷

مربیگری
استقلال خوزستان
- قهرمان لیگ برتر ایران (۱): ۹۵–۱۳۹۴
- قهرمان لیگ آزادگان ایران (۱): ۹۲–۱۳۹۱

شاهین بوشهر
- نایب قهرمان لیگ آزادگان ایران (۱): ۹۸–۱۳۹۷

فردی
- برترین‌های فوتبال ایران (بهترین مربی) (۱): ۹۵–۱۳۹۴